# 仮晶

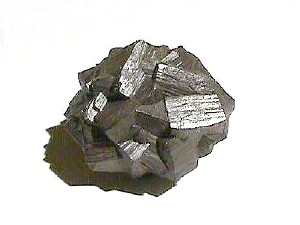
黄鉄鉱仮晶の針鉄鉱。針鉄鉱は本来はこのような結晶形はとらない。

仮晶（かしょう、英: pseudomorph）または仮像（かぞう）とは、鉱物の結晶形が保たれたまま、中身が別の鉱物によって置き換わることで、本来はありえない外形をとる現象。鉱物の外形が他の鉱物の仮晶である旨を表記する場合には、元の鉱物名に仮晶とつける。例えば、黄鉄鉱の結晶を別の鉱物が置き換えて、黄鉄鉱の結晶外形を保っているときは「黄鉄鉱仮晶」のように表現する。

## 仮像と仮晶
自然界の物質には、長期間の代謝や風化によって仮像（英: pseudomorph）を起こすことがある。仮像には、物質中の分子配列が単に変化したり成分の増減により組成が変わる変質仮像（英: infiltration pseudomorph）と、物質中の成分が化学変化や置換によって全く入れ替わった結果、元の自然物との間に何らの化学的関係のなくなった交代仮像（英: substitution pseudomorph）とがある。自然物が鉱物の結晶であった場合、色、硬度、その他の特徴が交代仮像を起こし元の結晶形が維持された鉱物を「元の鉱物の仮晶」と呼ぶ。鉱物から鉱物への置き換えの一例にアラゴナイト仮晶の自然銅双晶があり、ボリビアのコロコロ銅山でイギリスの銅山会社（Corocoro United Copper Mines）が産出を報告した。
なお、土中の化石が仮像を起こすことはよくある。珪化木は、リグニンの沈着で木質化した部分がシリカ（水晶またはオパール）と置き換わったもので、木の細胞構造が保たれた完全な交代仮像である。恐竜の化石やアンモナイト、二枚貝にはアパタイトやアラゴナイトがシリカで置換されたもの（アンモライト、シェルオパール）や黄鉄鉱で置換されたものが見つかっている。これらは通常は仮晶には含めない。
仮晶となる原因としては、
1. 多形の関係にある鉱物同士が温度や圧力の変化などにより入れ替わる場合。
2. 鉱物が化学反応を起こして似た組成の鉱物となったり一部の成分が取り残された場合（例：アラゴナイトから方解石へ）。
3. 鉱物が溶け去った後の空間を別の鉱物が埋める場合（充填仮像）と、結晶の表面をおおう殻状の場合（包晶仮像・皮殻仮像）。

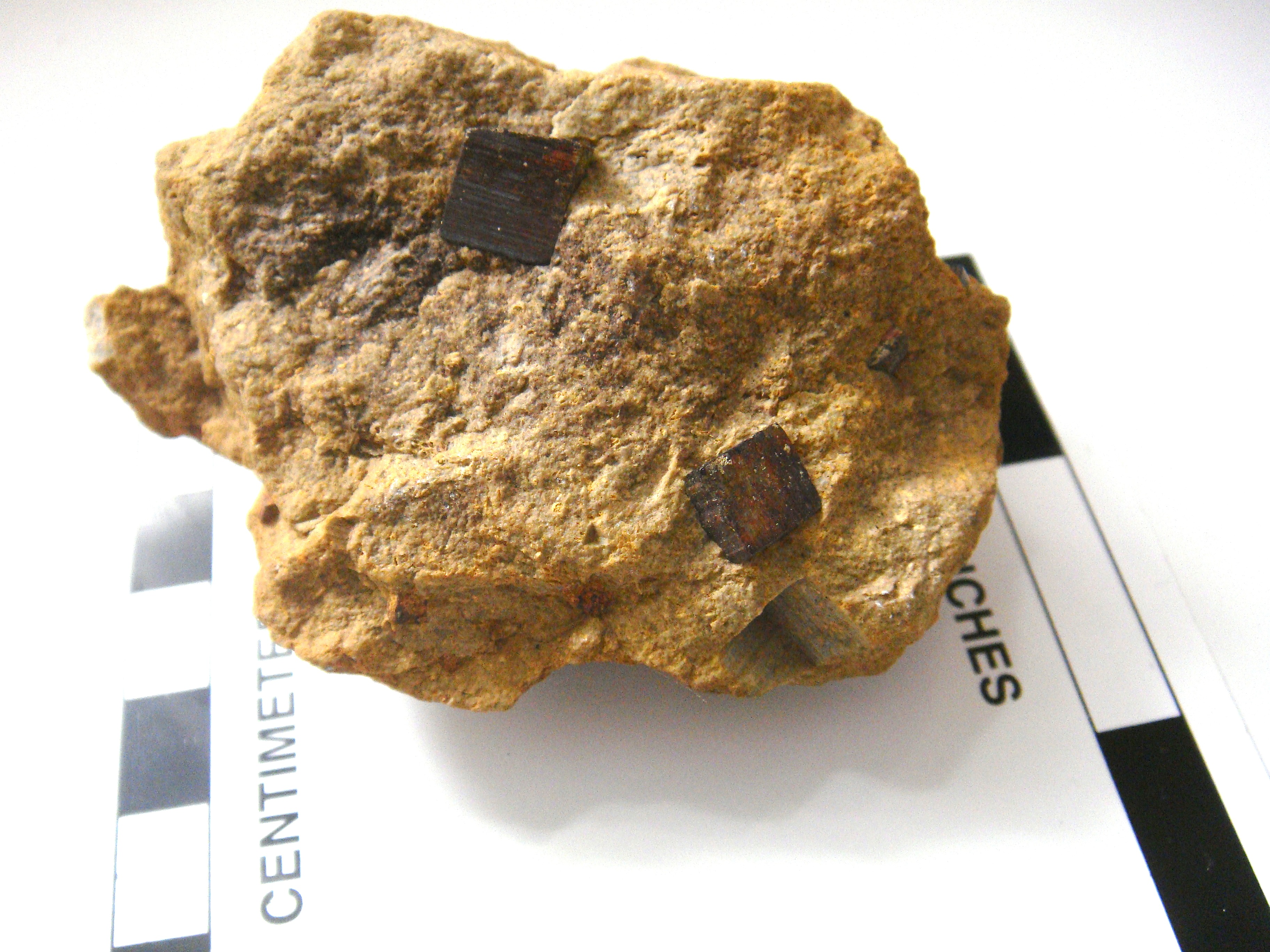
黄鉄鉱と入れ替わった酸化鉄の立方体

## 変質仮像
変質仮像のひとつが多形による仮晶で、元の結晶の形状を保つ。

### 多形による仮晶の例
- 高温型石英仮晶の石英
- 輝銀鉱仮晶の針銀鉱
- 霰石仮晶の方解石
- 白鉄鉱仮晶の黄鉄鉱

## 交代仮像

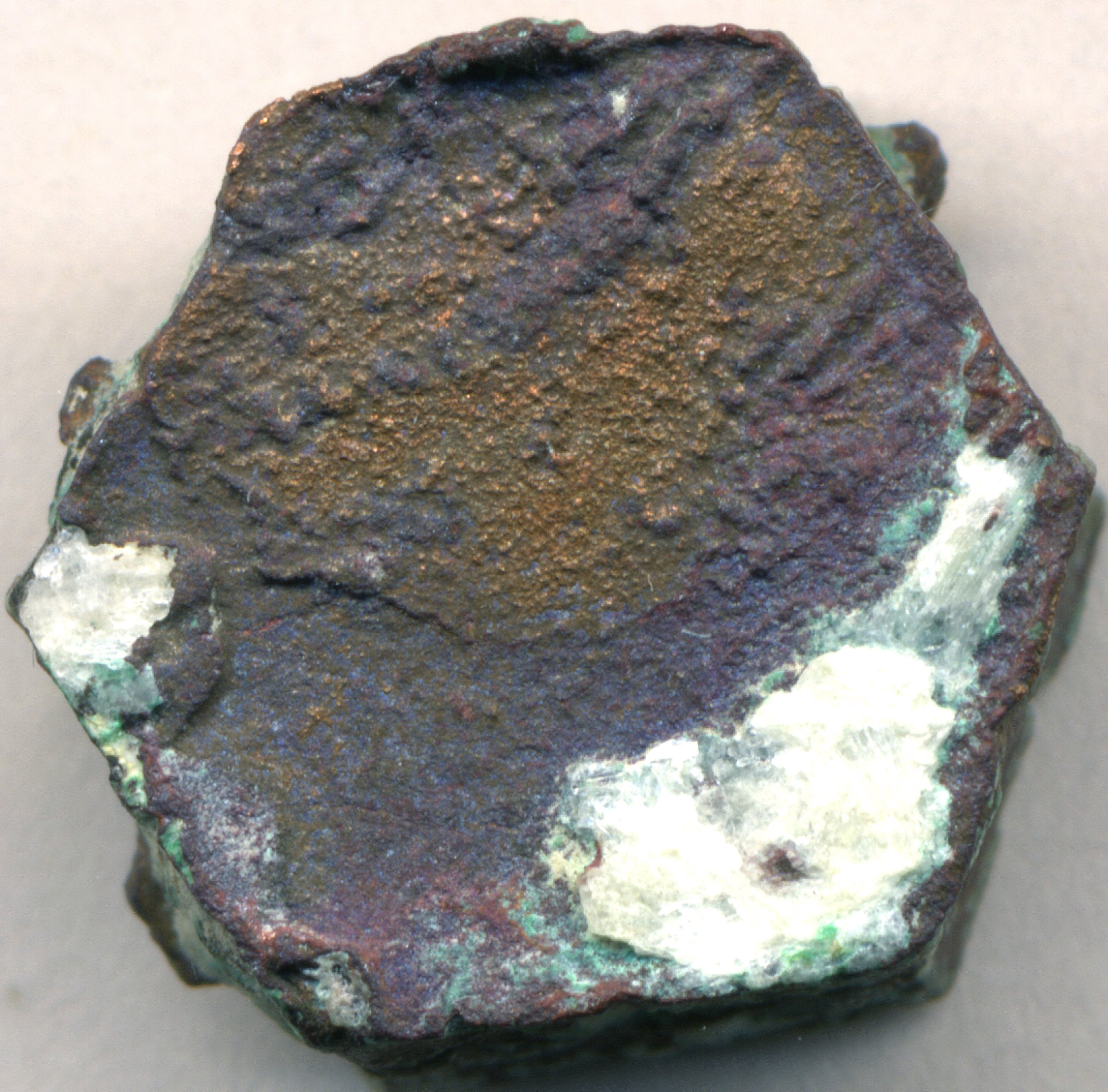
アラゴナイト仮晶の自然銅。赤銅鉱と孔雀石の変成が見える（最大幅1.7センチメートル、ボリビアの第三紀層）

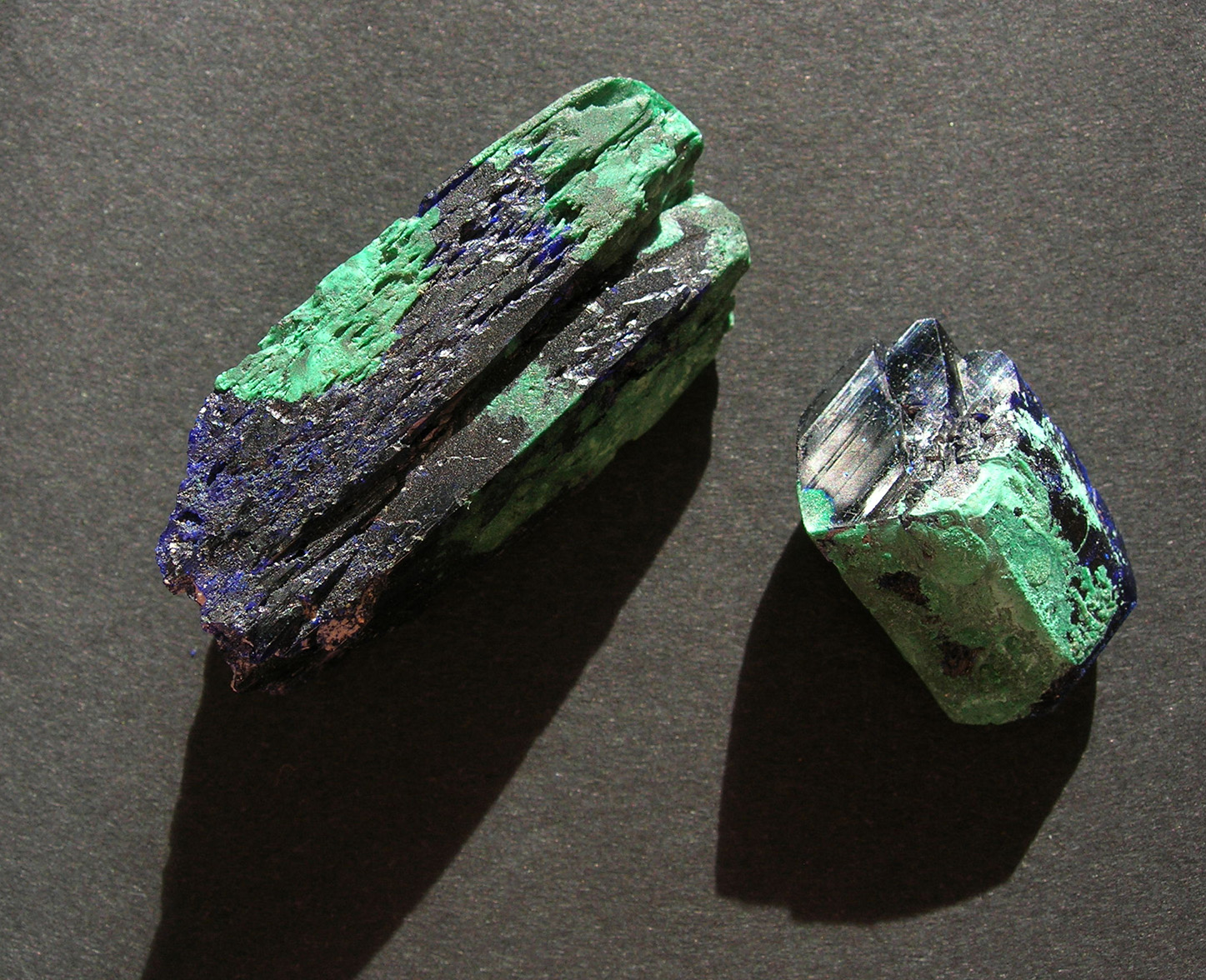
藍銅鉱の結晶の一部が孔雀石に代わりつつあるもの

交代仮像の一種では、鉱物の置き換えが部分的に限られる。化学反応によりある鉱物の組成が類似の組成に変わる場合に典型的に起こり、生成物の結晶は元の仮晶を保つ。硫化鉱物の一種の方鉛鉱仮晶の硫酸鉛鉱（硫酸塩鉱物）がその例である。その結果包晶が見られ、たとえば方鉛鉱を包む硫酸鉛鉱は元の角錐の形状をしている。

### 化学反応による仮晶の例
- 灰重石仮晶の鉄重石（ライン鉱）
- 藍銅鉱仮晶の孔雀石

### 同質仮像
同質仮像（異相とも）は仮晶が分子レベルのみ変化した場合のこと。化学的な組成も見た目も元の鉱物も仮晶も同じで、構造のみが異なる。霰石仮晶の方解石の他、カンラン石もしくはケイ酸塩鉱物仮晶の蛇紋岩、石膏 (CaSO4.2H2O) 仮晶の硬石膏 (CaSO4)、黄鉄鉱 (FeS2) 仮晶の褐鉄鉱〈FeO.(OH).nH2O〉他をいう。
- イカ石仮晶の方解石（玄能石）
- 黄鉄鉱仮晶の褐鉄鉱（武石）

### 包晶と充填仮像
包晶あるいは皮殻仮像では元の鉱物を他の鉱物が包みこみ、安定して元の素材あるいは鉱物の形状を保ち元の鉱物は溶解する。また、内部の空間（空洞）を他の鉱物が埋める仮晶が充填仮像である。

## 古生物学と仮晶
古生物学の分野で知られる化石の珪化木やアンモライト (アンモナイトの化石が霰石に置き換わった化石) なども仮晶と呼ぶことがある。しかし厳密には仮像のことである。